# Kölner Dreigestirn

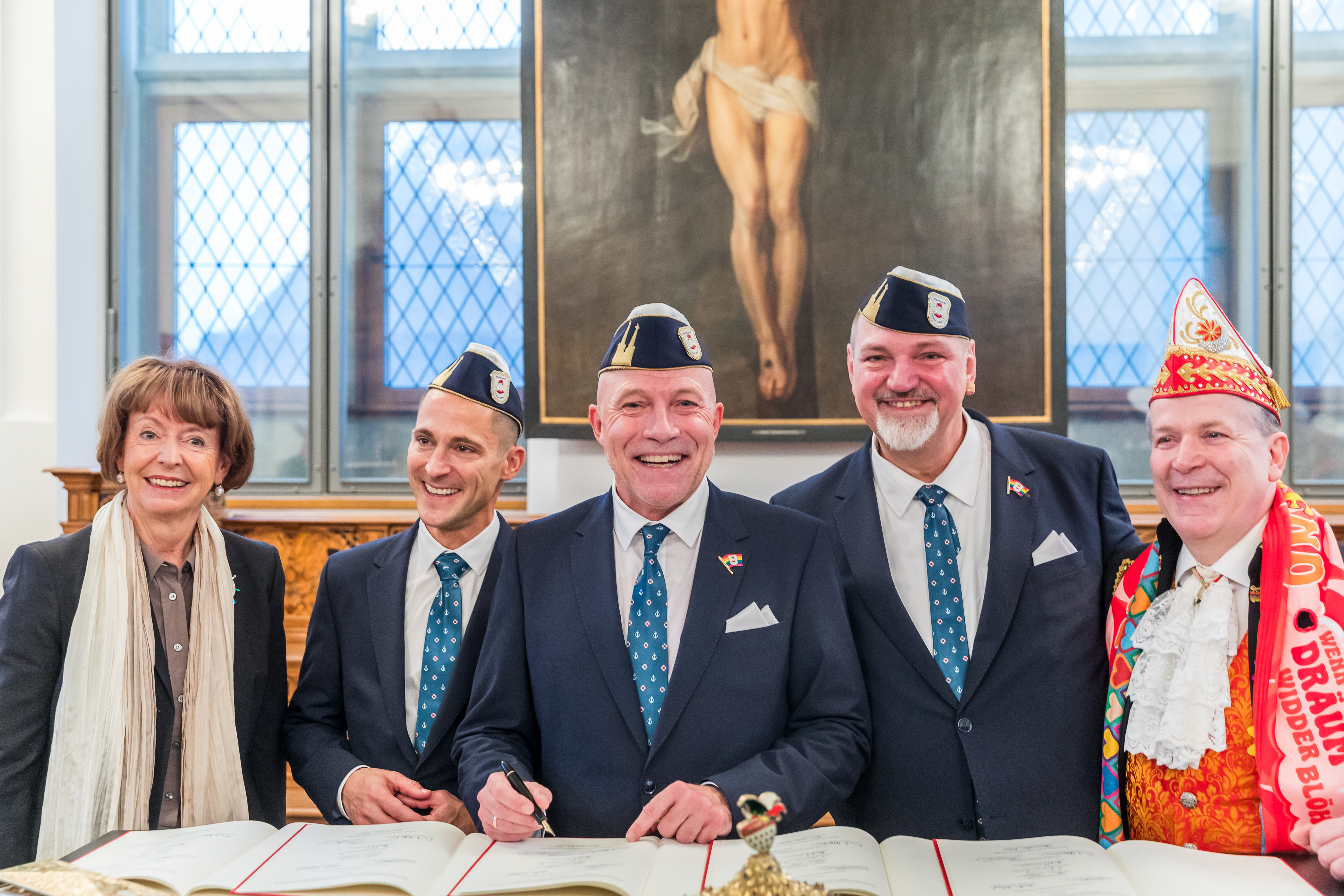
Kölner Dreigestirn der Karnevalssession 2024/25 Jungfrau Marlis, Prinz René und Bauer Michael nach der Unterzeichnung des Sessionsvertrags im Historischen Rathaus von Köln. Links Oberbürgermeisterin Henriette Reker, rechts Christoph Kuckelkorn, Präsident des Festkomitees Kölner Karneval von 1823 e.V

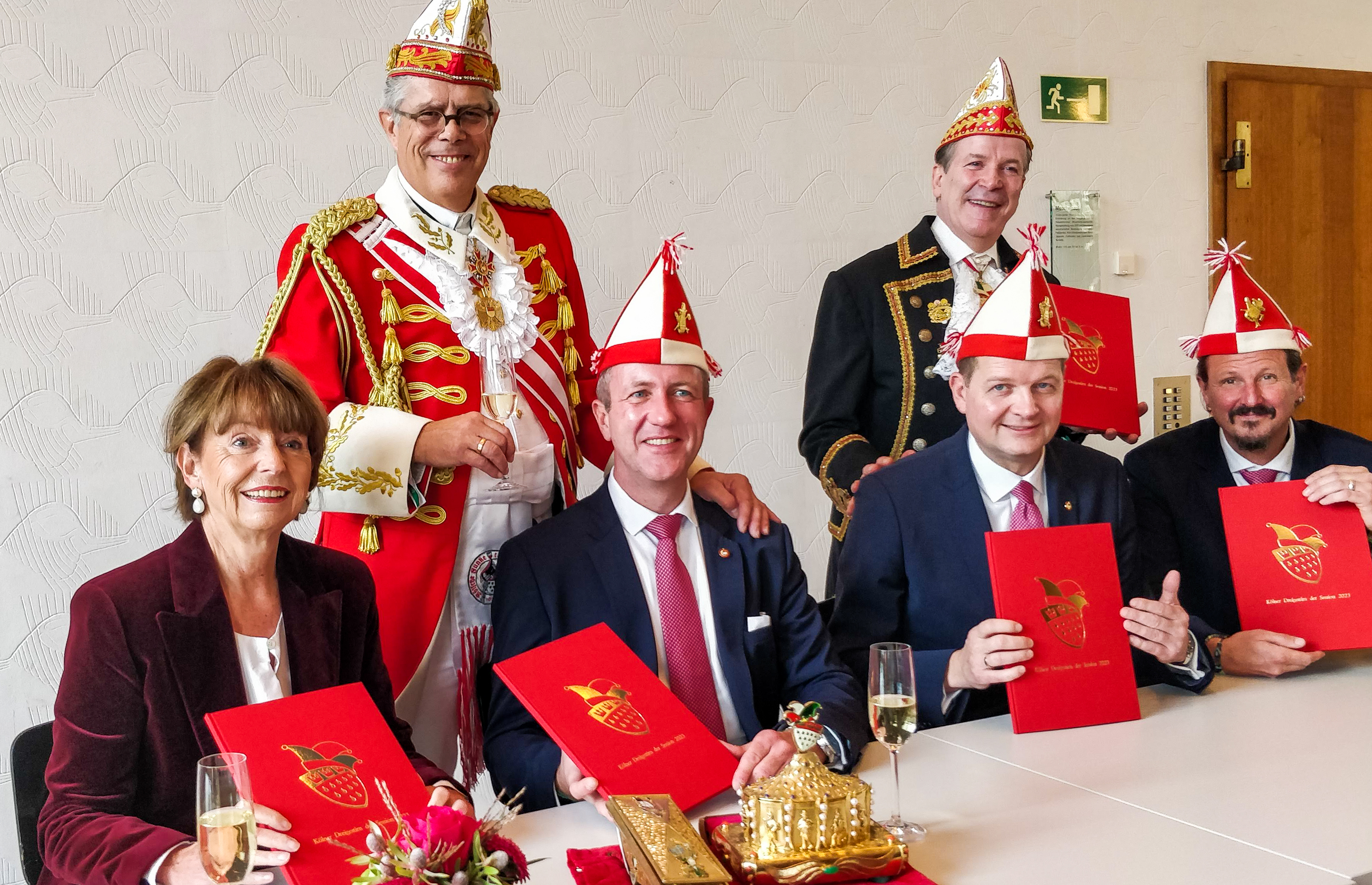
Kölner Dreigestirn der Karnevalssession 2022/23: Prinz Boris I., Bauer Marco und Jungfrau Agrippina nach der Unterzeichnung des Sessionsvertrags im Historischen Rathaus von Köln.

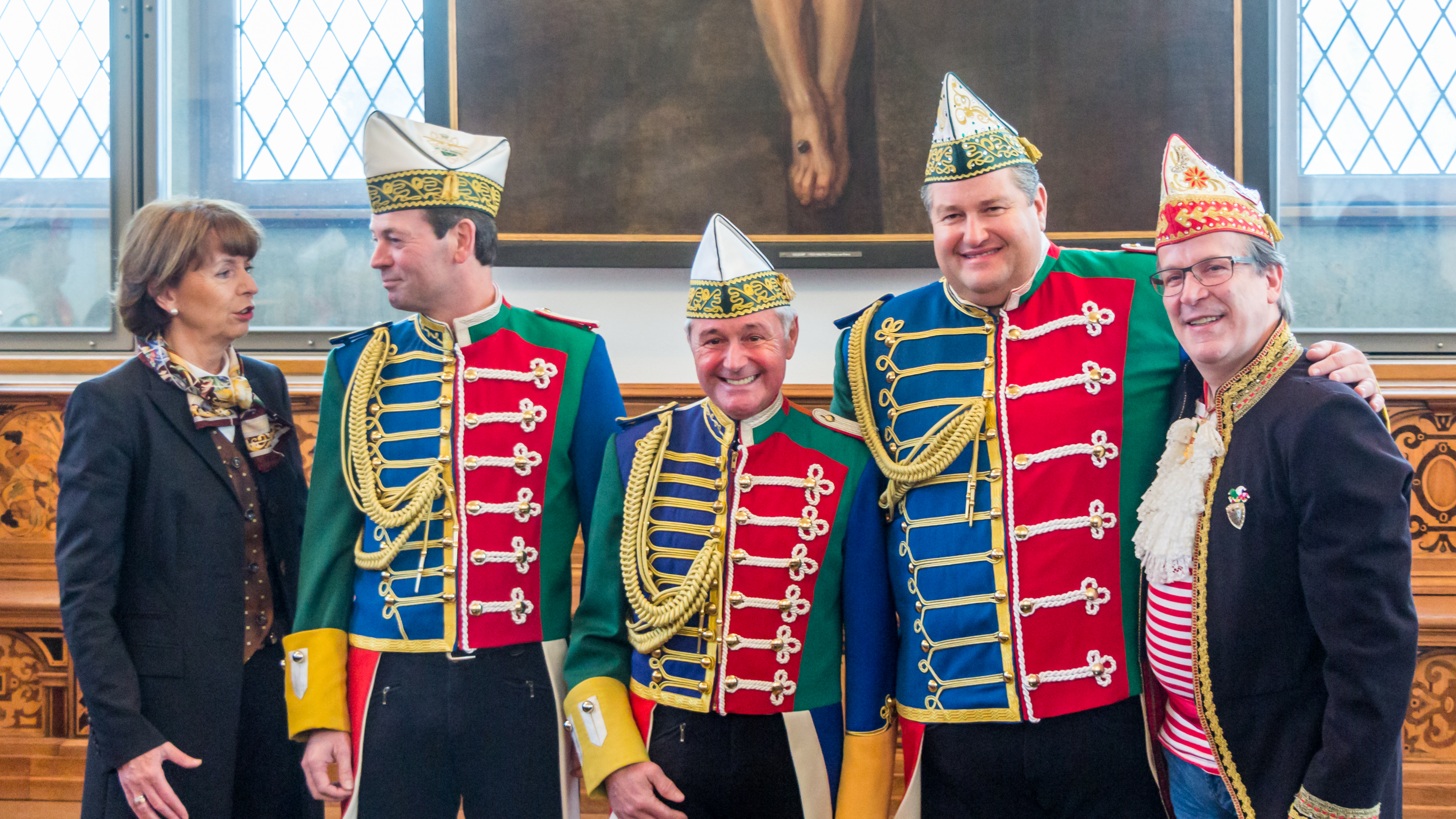
Kölner Dreigestirn der Karnevalssession 2019/20: Jungfrau Griet, Prinz Christian II. und Bauer Frank nach der Unterzeichnung des Sessionsvertrags im Senatssaal des Historischen Rathauses von Köln.

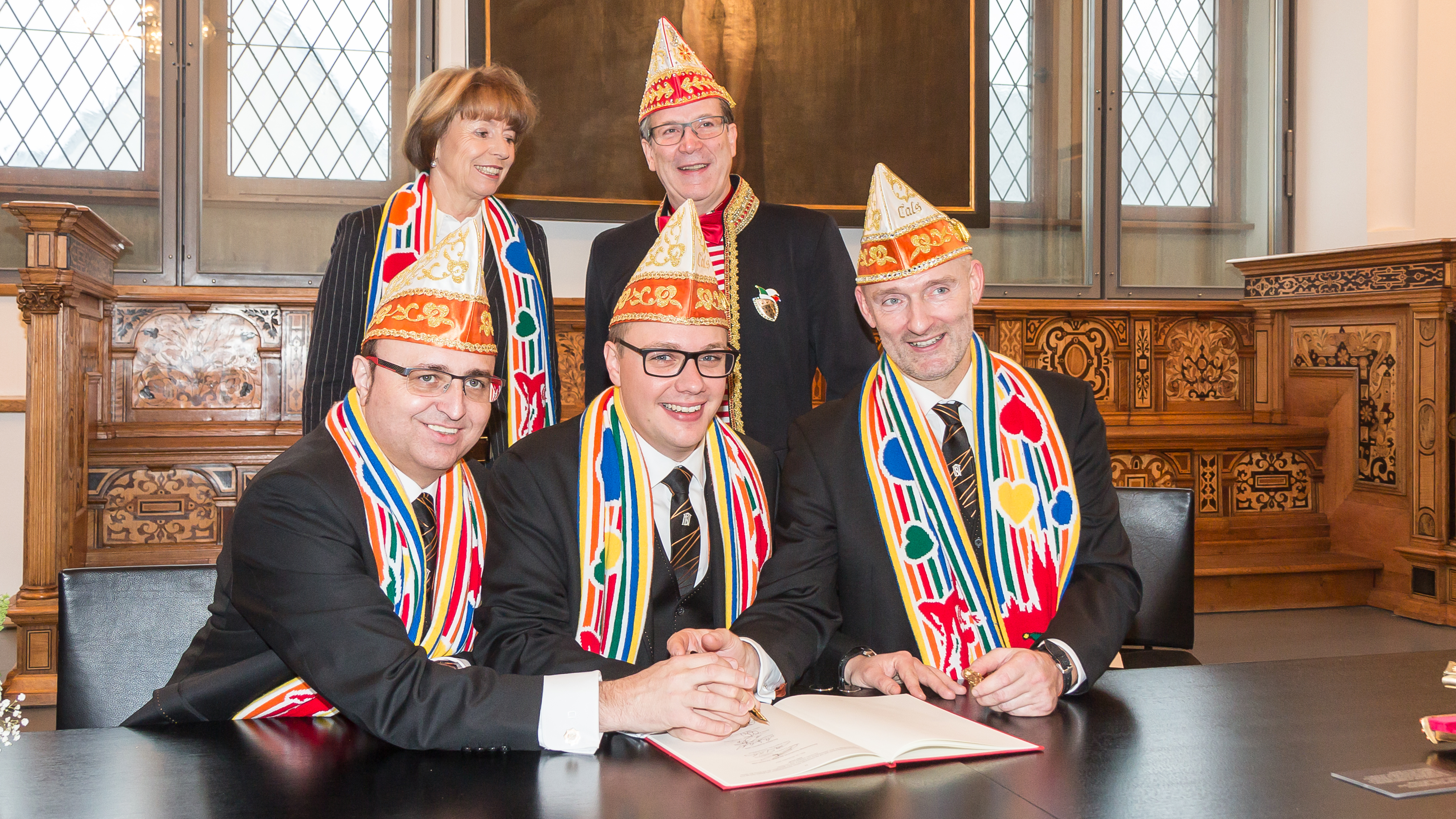
Kölner Dreigestirn der Karnevalssession 2017/18: Jungfrau Emma, Prinz Michael II. und Bauer Christoph nach der Unterzeichnung des Sessionsvertrags im Senatssaal des Historischen Rathauses von Köln

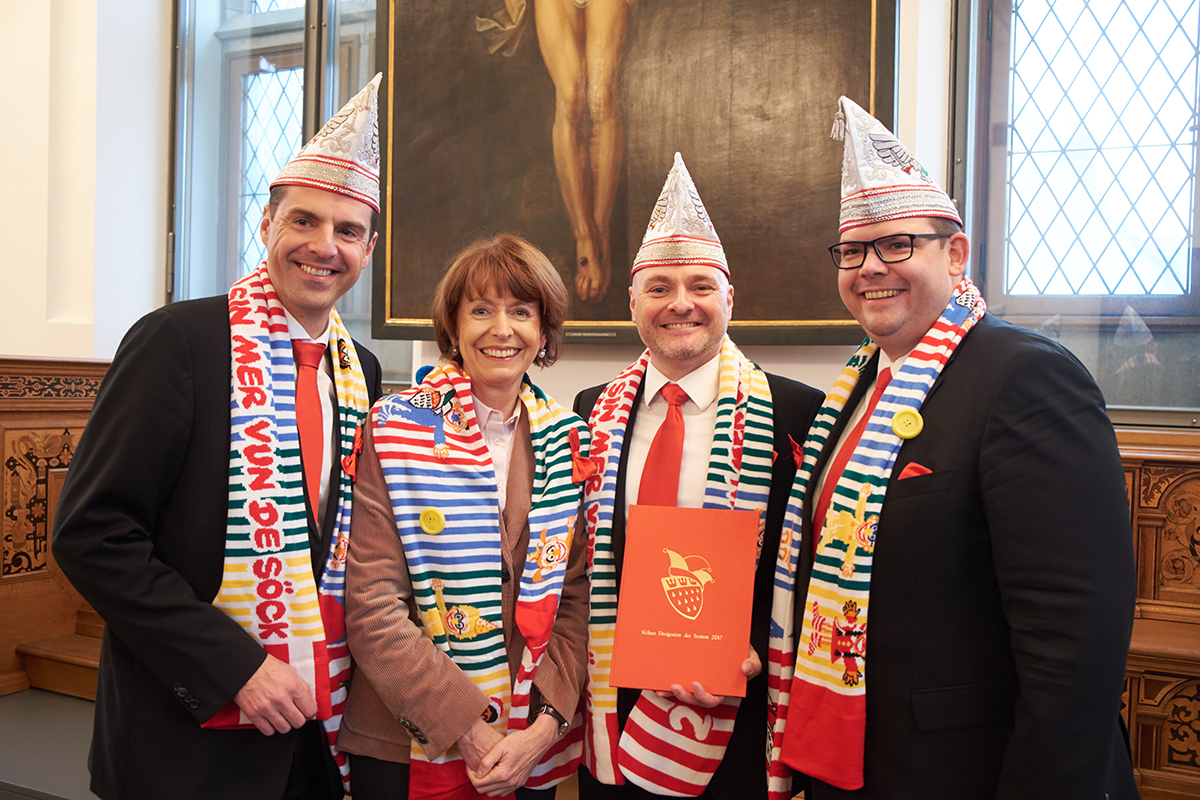
Kölner Dreigestirn der Karnevalssession 2016/2017: Prinz Stefan I., Bauer Andreas und Jungfrau Stefanie nach der Unterzeichnung des Sessionsvertrags im Senatssaal des Historischen Rathauses von Köln

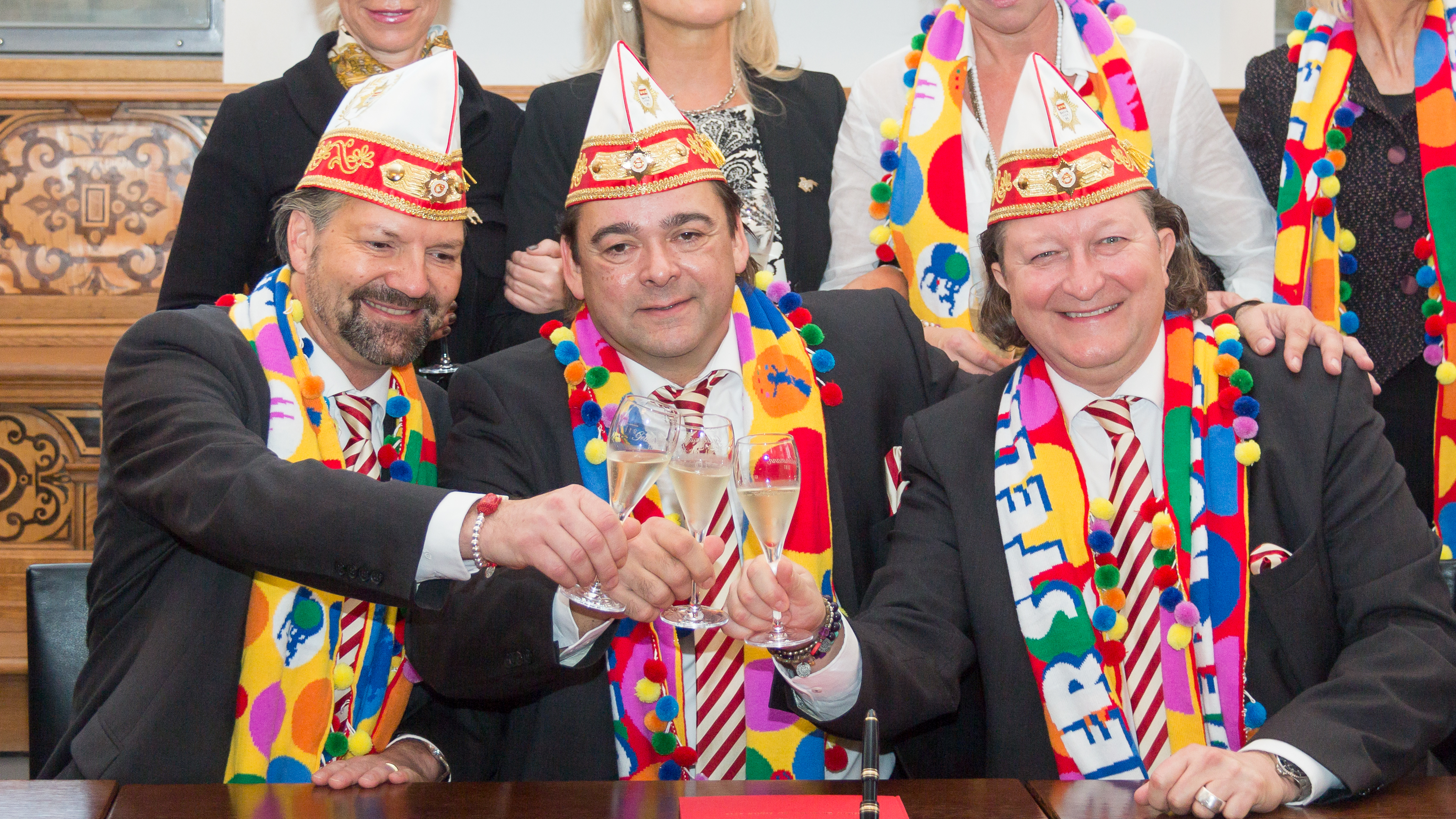
Kölner Dreigestirn der Karnevalssession 2015/16: Jungfrau Johanna, Prinz Thomas II. und Bauer Anton nach der Unterzeichnung des Sessionsvertrags im Senatssaal des Historischen Rathauses von Köln

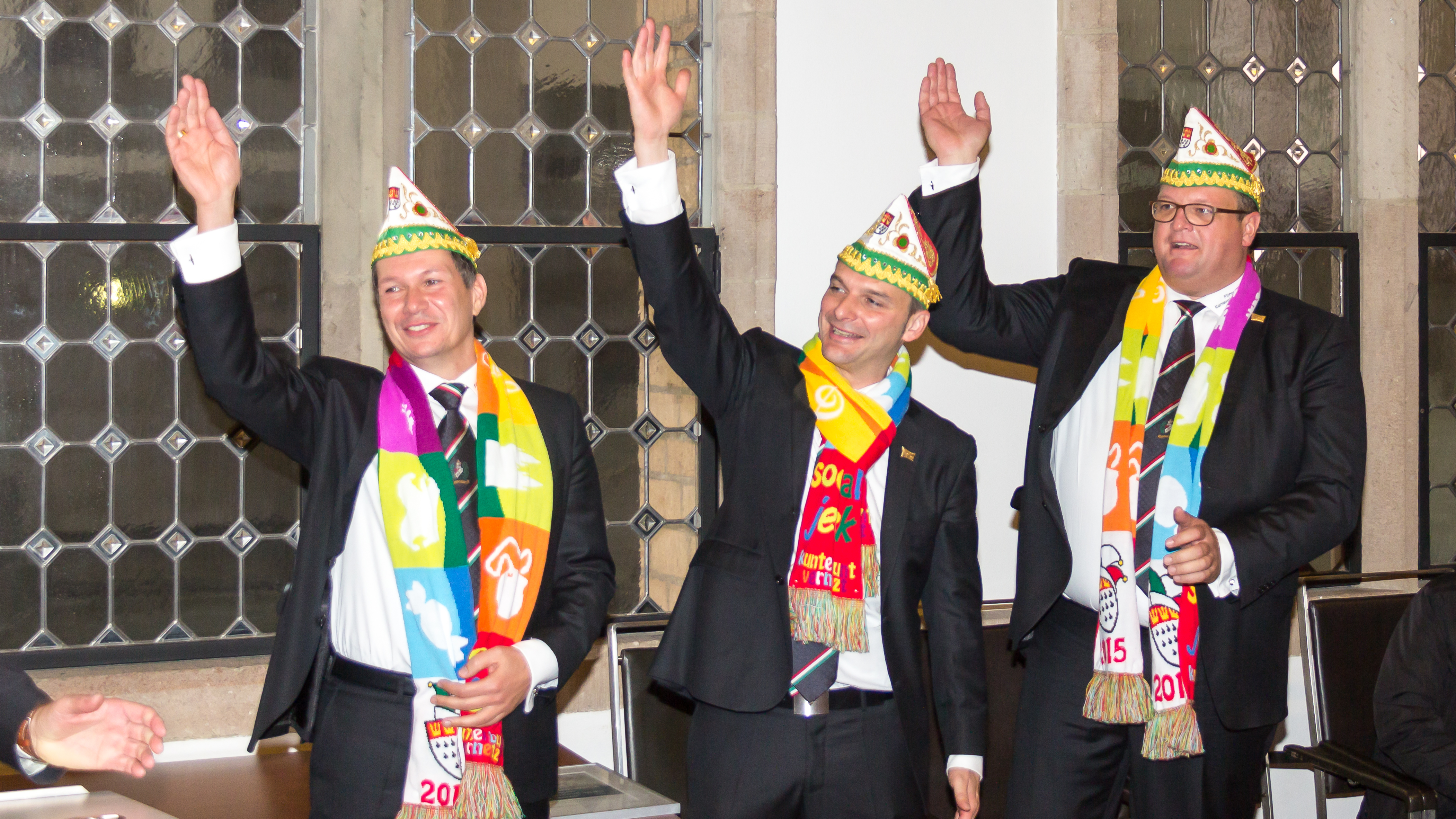
Kölner Dreigestirn der Karnevalssession 2014/15: Jungfrau Alexandra, Prinz Holger I. und Bauer Michael nach der Unterzeichnung des Sessionsvertrags im Senatssaal des Historischen Rathauses von Köln

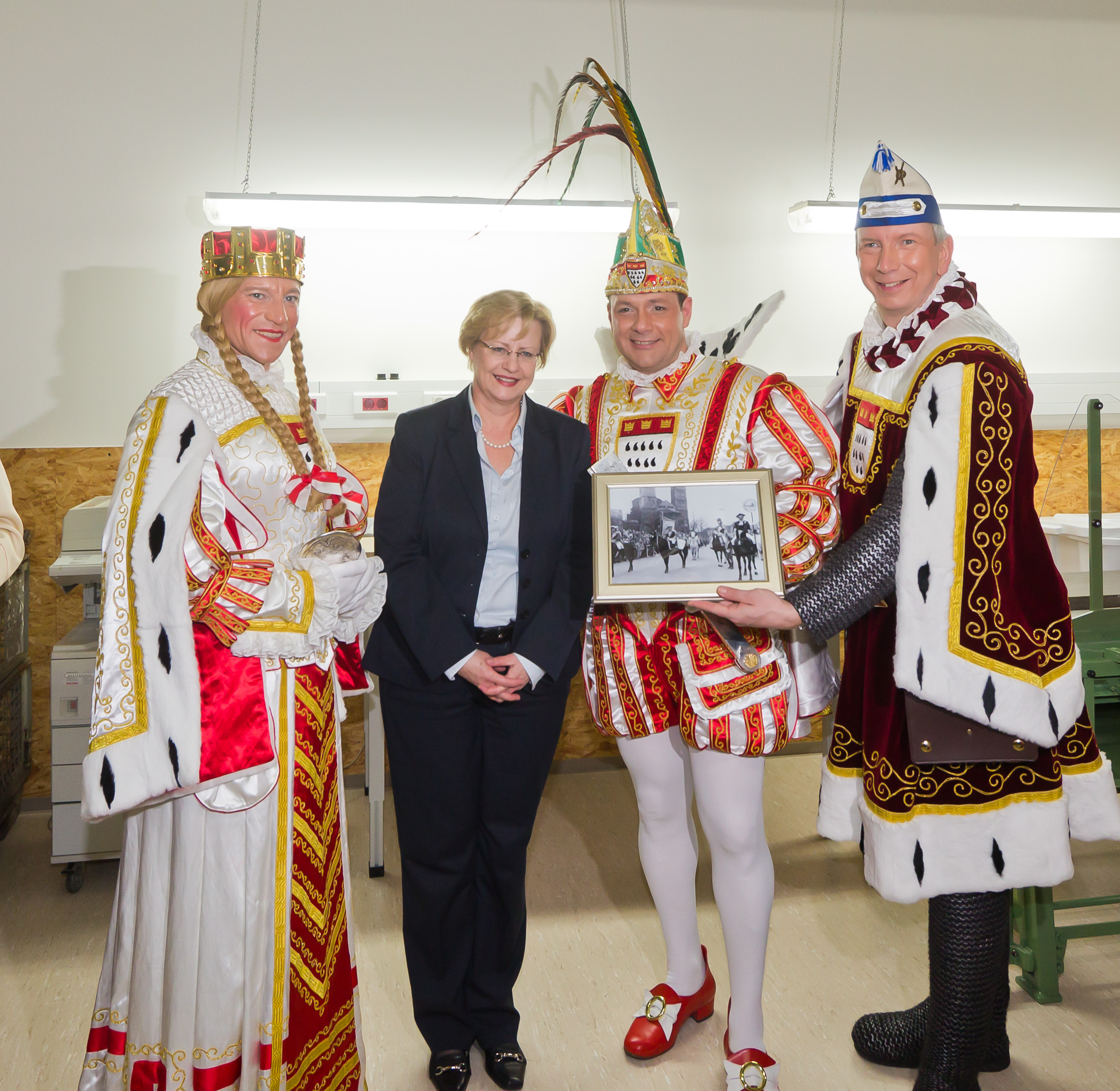
Kölner Dreigestirn der Karnevalssession 2013/14: Jungfrau Hermia, Prinz Björn I. und Bauer Michael bei einem Besuch im Historischen Archiv der Stadt Köln. 2. von links: Bettina Schmidt-Czaia, Archivleiterin

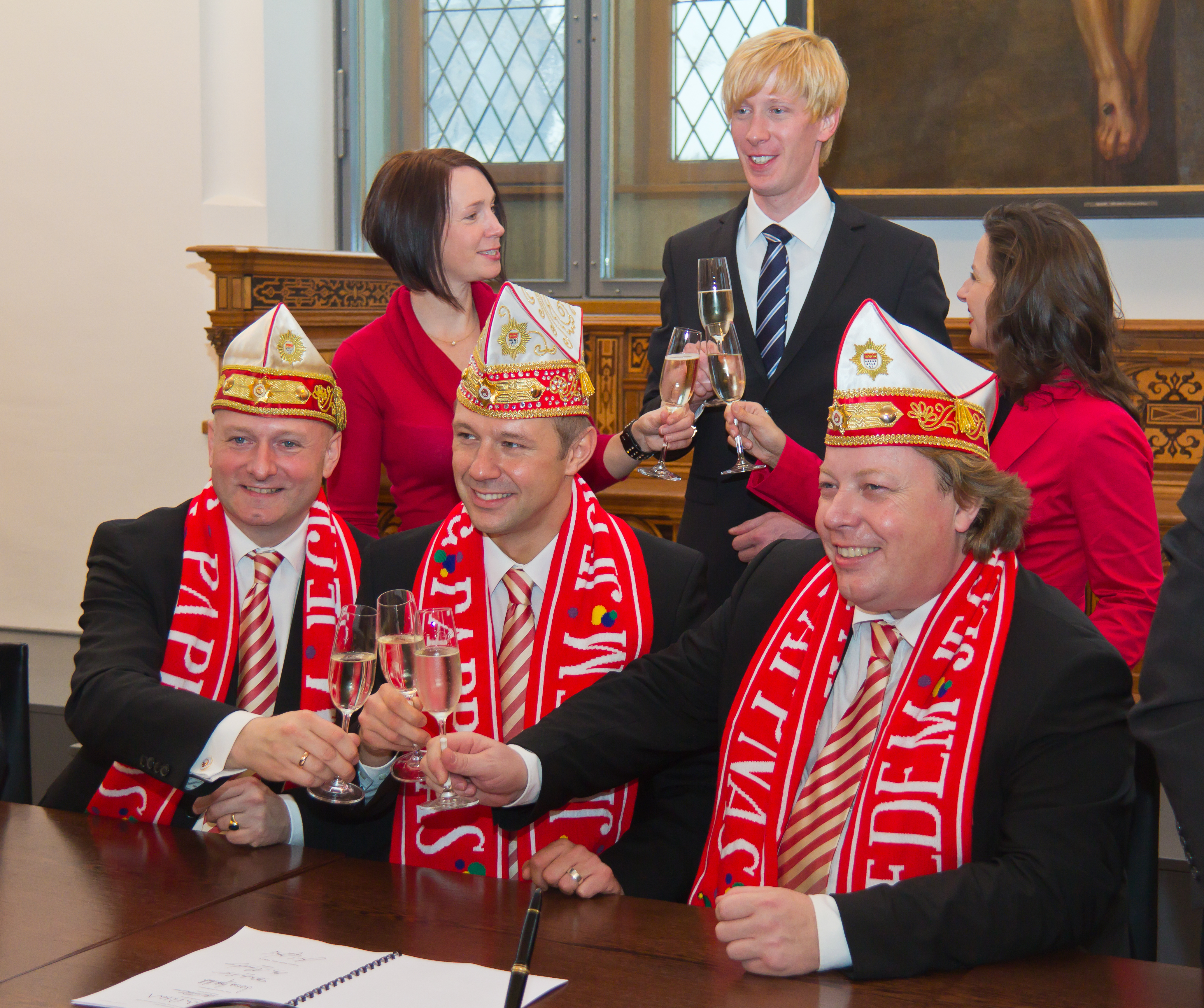
Das Kölner Dreigestirn der Session 2012 bei der Unterzeichnung des Sessionsvertrags im Senatssaal des Historischen Rathauses von Köln: Oliver von Rosenberg-Gruszczynski („Jungfrau Olivia“), Marcus Gottschalk („Prinz Marcus II.“), Thorsten U. Schmidt („Bauer Thorsten“)

Das Kölner Dreigestirn ist während einer Session des Kölner Karnevals der offizielle Regent über das närrische Volk und das repräsentative städtische Aushängeschild. Das aus Prinz, Bauer und Jungfrau bestehende Dreigestirn wird auch als Trifolium („Dreiblatt“, von lat. tres „drei“ und folium „Blatt“, botanisch: Klee(blatt)) bezeichnet. Die darstellenden Personen werden jährlich vom Festkomitee Kölner Karneval neu bestimmt.

## Charakter

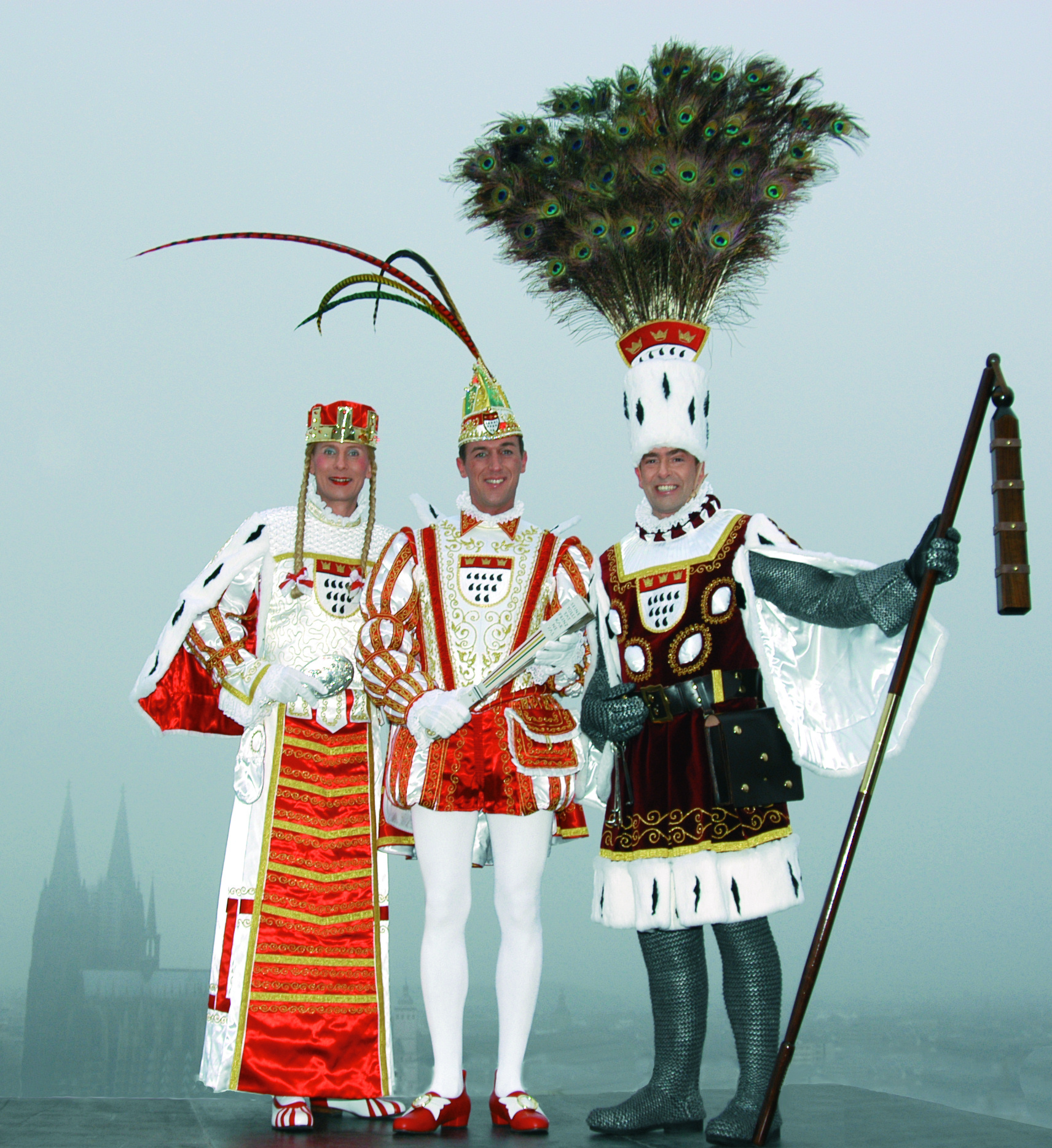
Das Kölner Dreigestirn 2005 (v.l. Jungfrau, Prinz, Bauer)

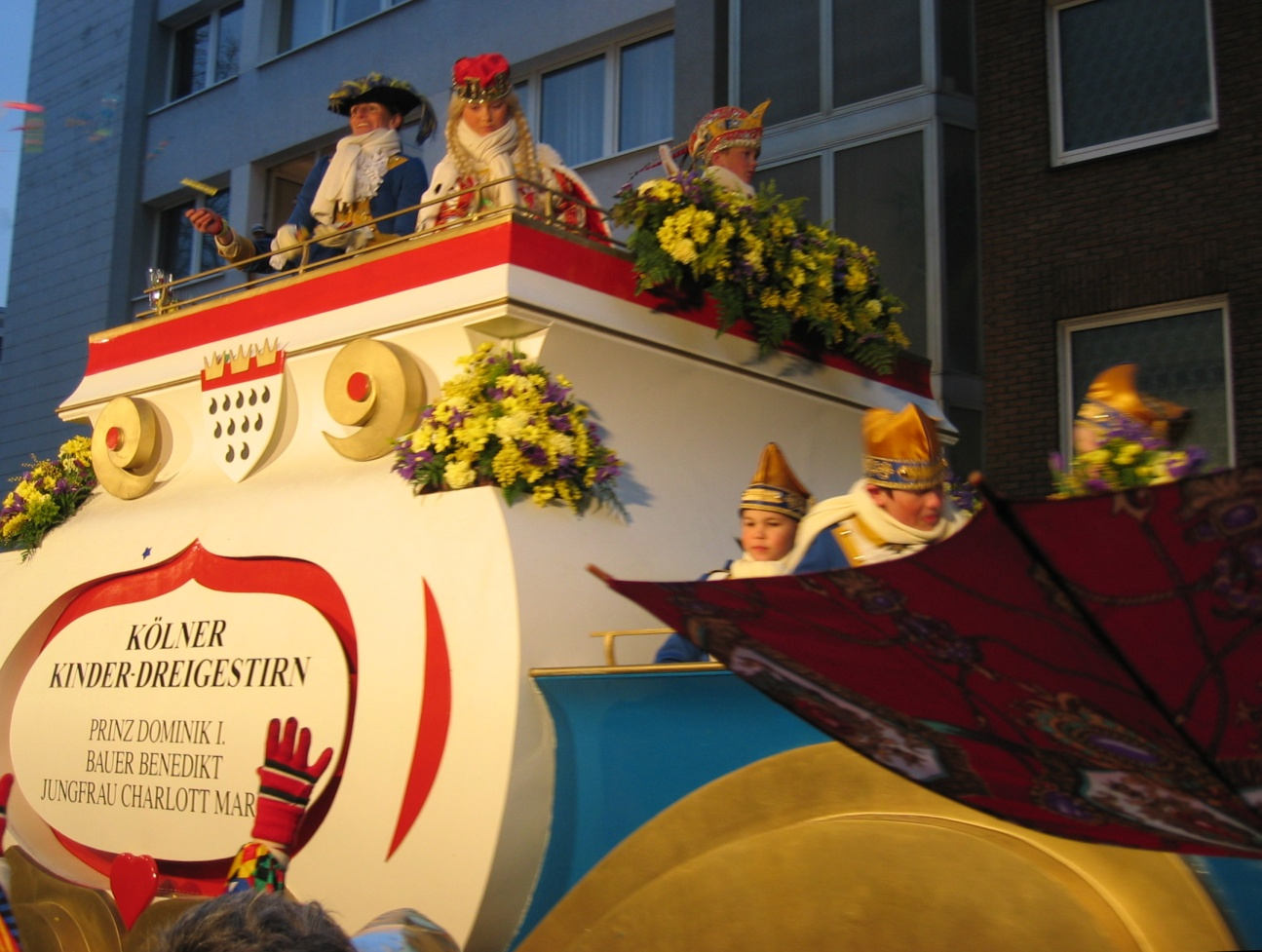
Kölner Kinderdreigestirn 2006 im Rosenmontagszug

Das Kölner Dreigestirn als Einheit existiert seit 1870, wird allerdings erst seit 1938 offiziell als „Dreigestirn“ bezeichnet. Seit der Reform des Kölner Karnevals 1823 wurde an die Spitze des Karnevals der Held Carneval gestellt. Mit der Gründung des Deutschen Reiches 1871 wurde aus dem Helden der Prinz Karneval. Ihm wurde zu Beginn ab und an die Prinzessin Venetia zur Seite gestellt. Diese Figur war nur selten Bestandteil des Kölner Karnevals und verschwand auch rasch wieder. Bauer und Jungfrau erschienen in den ersten Jahren nur dann im Rosenmontagszug, wenn sie sich in das jeweilige Motto integrieren ließen.
Das Kölner Dreigestirn wird von den Karnevalsvereinen gestellt, die dem Festkomitee Kölner Karneval unterstehen, und besteht in der Regel jeweils aus Mitgliedern einer einzigen Gesellschaft. Bei den Bewerbungen werden vor allem Gesellschaften berücksichtigt, die in dem entsprechenden Jahr ein Jubiläum feiern. Jedes Jahr zur Karnevalssession wird ein neues Dreigestirn ernannt. An Weiberfastnacht eröffnet es jeweils um 11:11 Uhr auf dem Alter Markt bzw. heute auf dem Heumarkt in Köln den Straßenkarneval. Begleitet wird das Dreigestirn während der Aufzüge und im Rosenmontagszug von der Prinzen-Garde Köln 1906 e. V. (Begleitkorps des Prinzen Karneval) sowie von der EhrenGarde der Stadt Köln 1902 e. V. (Begleitkorps des Kölner Bauern und der Kölner Jungfrau).
Zudem gibt es noch ein Kölner Kinderdreigestirn. Dieses existiert seit 1965 und war eine Idee von Hans Wallpott, damaliger Präsident der Bürgergarde „blau-gold“ von 1904. Aus diesem Grund wird das Kölner Kinderdreigestirn auch immer von kleinen Gardisten und Pagen in blau-goldenen Uniformen begleitet.

### Prinz Karneval
„Seine Tollität“, Prinz Karneval, ist der höchste Repräsentant des Kölner Karnevals. Der Prinz oder Held ist seit 1823 die wichtigste Figur des Rosenmontagszugs. Bei der Proklamation (immer Anfang Januar) durch den Kölner Oberbürgermeister erhält er als Symbol die Pritsche, die er über sein närrisches Volk schwingt. Er fährt im Rosenmontagszug als Höhepunkt immer auf dem letzten Wagen, der auch der größte und prunkvollste des Zuges ist.

### Kölner Bauer
Der Bauer (kölsch: Buur), als „Seine Deftigkeit“ angesprochen, symbolisiert die Wehrhaftigkeit der alten Reichsstadt Köln. Er geht auf eine historische Figur zurück und steht damit insbesondere auch für die Befreiung Kölns aus der Macht der Erzbischöfe in der Schlacht von Worringen. So trägt er als Stadtbewahrer auch die Stadtschlüssel an seinem Gürtel, die er bei der Proklamation vom Kölner Oberbürgermeister verliehen bekommt. Des Weiteren trägt der Kölner Bauer einen Dreschflegel in der linken Hand. Auf seinem mächtigen Hut trägt er 125 Pfauenfedern, die die Unsterblichkeit der Stadt Köln darstellen sollen. Die Figur bezieht sich auf den Reichsstand Kölns in der Frühen Neuzeit und reicht weit in die Geschichte der Stadt zurück. In Bezug auf den Karneval setzte sich der Bauer wie die Jungfrau in den 1870er Jahren als fester Bestandteil durch.

### Kölner Jungfrau
Die Jungfrau, „Ihre Lieblichkeit“, wird als beschützende Mutter Colonia im Kölner Dreigestirn immer von einem Mann dargestellt, da der Kölner Karneval früher eine reine Männergesellschaft war. Lediglich 1938 und 1939 musste die Rolle auf Anweisung der NSDAP von einer Frau dargestellt werden. Ab 1872 wurde dem Kölner Prinzen und der Jungfrau der Kölner Bauer zur Seite gestellt. Aus diesem Grund fahren Bauer und Jungfrau an Rosenmontag immer gemeinsam auf einem prunkvollen Wagen. Um der weiblichen Rolle gerecht zu werden, ist ein Bart oder ein Schnäuzer nicht erlaubt.
Die Kölner Jungfrau trägt eine Krone, die wie ein Zinnenkranz aussieht (auch Mauerkrone genannt). Ihre Krone und ihre Jungfräulichkeit symbolisieren die Uneinnehmbarkeit der Stadt Köln, als diese noch von einer halbkreisförmigen Stadtmauer umschlossen war. Das römische Gewand der Jungfrau erinnert an die römische Kaiserin Agrippina die Jüngere, die gemäß den Annalen des Tacitus als die Gründerin der Stadt Köln gilt. Bei der Proklamation erhält die Kölner Jungfrau als Symbol einen silbernen Spiegel. Der Spiegel wird der Jungfrau erst seit 1993 bei der Proklamation überreicht, „damit sie ihre Schönheit und ihren Charme kontrollieren kann“. Das Symbol geht auf eine Idee von Oberbürgermeister Norbert Burger zurück, damit die Jungfrau nicht leer ausging, wenn der Prinz die Pritsche und der Bauer die Stadtschlüssel erhielten.

### Auftritte des Kölner Dreigestirns
Das Kölner Dreigestirn hat je nach Länge der Session bis zu 400 Auftritte zu absolvieren. Gut die Hälfte dieser Auftritte finden in sozialen Einrichtungen wie beispielsweise Pflege- und Kinderheimen, Krankenhäusern und Hospizen statt. Es werden ebenso die Bezirksregierung Köln, die Bundeswehr so wie auch das Finanzamt besucht. Wo das Dreigestirn auftaucht, wird es regelmäßig enthusiastisch empfangen. Dabei ist es egal, welche Person in der jeweiligen Rolle steckt.
Das Dreigestirn zieht immer mit einer Abordnung der Prinzen-Garde Köln 1906 e. V. auf. 15 Gardisten dieser Korpsgesellschaft werden, täglich wechselnd, dem Dreigestirn als „Schutzwache“ zur Seite gestellt. Fester Bestandteil des Gefolges sind der Prinzenführer, der Chef der Equipe sowie drei Adjutanten. Prinz, Bauer und Jungfrau haben jeweils einen eigenen Adjutanten. Der Adjutant des Prinzen Karneval wird immer von der Prinzen-Garde Köln 1906 e. V. gestellt. Die Adjutanten des Kölner Bauern und der Kölner Jungfrau kommen traditionell aus der EhrenGarde der Stadt Köln 1902 e. V.

### Das Kölner Dreigestirn beim Rosenmontagszug
Beim Kölner Rosenmontagszug nimmt das Kölner Dreigestirn eine zentrale Rolle ein. Es ist der Höhepunkt der närrischen Parade, die ca. 5 Stunden an den Narren vorüberzieht. Die letzten beiden Gruppen bilden immer die EhrenGarde der Stadt Köln 1902 e. V., die vor dem Prunkwagen von Bauer und Jungfrau reitet, und die Prinzen-Garde Köln 1906 e. V., die den Prinzen begleitet.

### Verzicht, Rücktritte und Entlassungen
In der Geschichte der Kölner Dreigestirne kam es einige Male dazu, dass einzelne Figuren oder sogar ganze Dreigestirne das Amt nicht antraten, ihr Amt niederlegen mussten oder zurücktraten.
- 1999: Das Reiterkorps Jan von Werth 1925 sollte 1999 das Dreigestirn stellen (Günter Clotten als Prinz, Rüdiger Becker als Bauer und Heinz Wittemann als Jungfrau). Kurz nach Bekanntgabe des designierten Dreigestirns wurden Betrugsvorwürfe gegen Clotten öffentlich. Er trat daraufhin sein Amt nicht an. Einige Tage später zogen auch seine beiden Mitstreiter aus Solidarität ihre Kandidatur zurück. Am 9. November konnten dann drei Kandidaten aus der KG UHU Köln-Dellbrück als neues Dreigestirn 1999 präsentiert werden. Die Vorwürfe gegen Clotten stellten sich einige Monate später als falsch heraus.
- 1986: Kurz nach der Proklamation musste die Kölner Jungfrau Helmi (Helmut Lengert) ihr Amt wegen schwerwiegender Differenzen niederlegen. Er wurde durch Hans-Dieter Salchert (Bereits Jungfrau 1983) ersetzt.
- 1985: Die Kölnische KG 1945 sollte zur Feier des 40. Jubiläums das Dreigestirn stellen. Auf Grund von Unstimmigkeiten innerhalb des designierten Trifoliums machten diese jedoch wieder einen Rückzug. Daraufhin hatte das Reiterkorps Jan von Werth die Möglichkeit, kurzfristig ein Dreigestirn zum 60. Geburtstag der Gesellschaft zu nominieren.
- 1983: Drei Tage vor der Proklamation verzichtete der designierte Prinz Rudi I. (Hans Rudolf Eser) auf den Titel, da ihm falsche Abrechnungen bei Kurzzeitarbeitern in seinem Unternehmen vorgeworfen wurden. Er wurde durch Kurt Ludes ersetzt.
- 1977: Die EhrenGarde der Stadt Köln 1902 stellte anlässlich ihres 75-jährigen Jubiläums das Dreigestirn. Drei Wochen nach der Proklamation legte Prinz Paul I. auf Grund eines Todesfalls in der Familie sein Amt nieder. Ihm folgte Claus Kegelberg (bereits Prinz der Session 1973).
- 1961: Die frisch proklamierte Jungfrau Theodora (Theodor Esser) trat wegen Vorwürfen in Zusammenhang mit Kriegsgefangenschaft zurück. Ihr Amt übernahm die Vorjahres-Jungfrau Josef Schneider.

### Erwähnenswertes
- 2021 und 2022: Aufgrund der COVID-19-Pandemie-bedingten Absage der Session 2021 ist ein Dreigestirn für zwei Sessionen im Amt.
- 1940–1948: Kein Dreigestirn wegen des Zweiten Weltkriegs und der Nachkriegszeit.
- 1931–1932: Kein Dreigestirn wegen der Weltwirtschaftskrise.
- 1928 und 1933: Franz Robens verkörperte die Prinzenrolle zwei Mal, da sich 1933 in wirtschaftlich schlechter Zeit kein anderer Kandidat fand.
- 1915–1923: Kein Dreigestirn wegen des Ersten Weltkriegs und der Nachkriegszeit.
- 1908 und 1909: Die Jungfrau der Session 1908 wird 1909 Prinz Karneval.

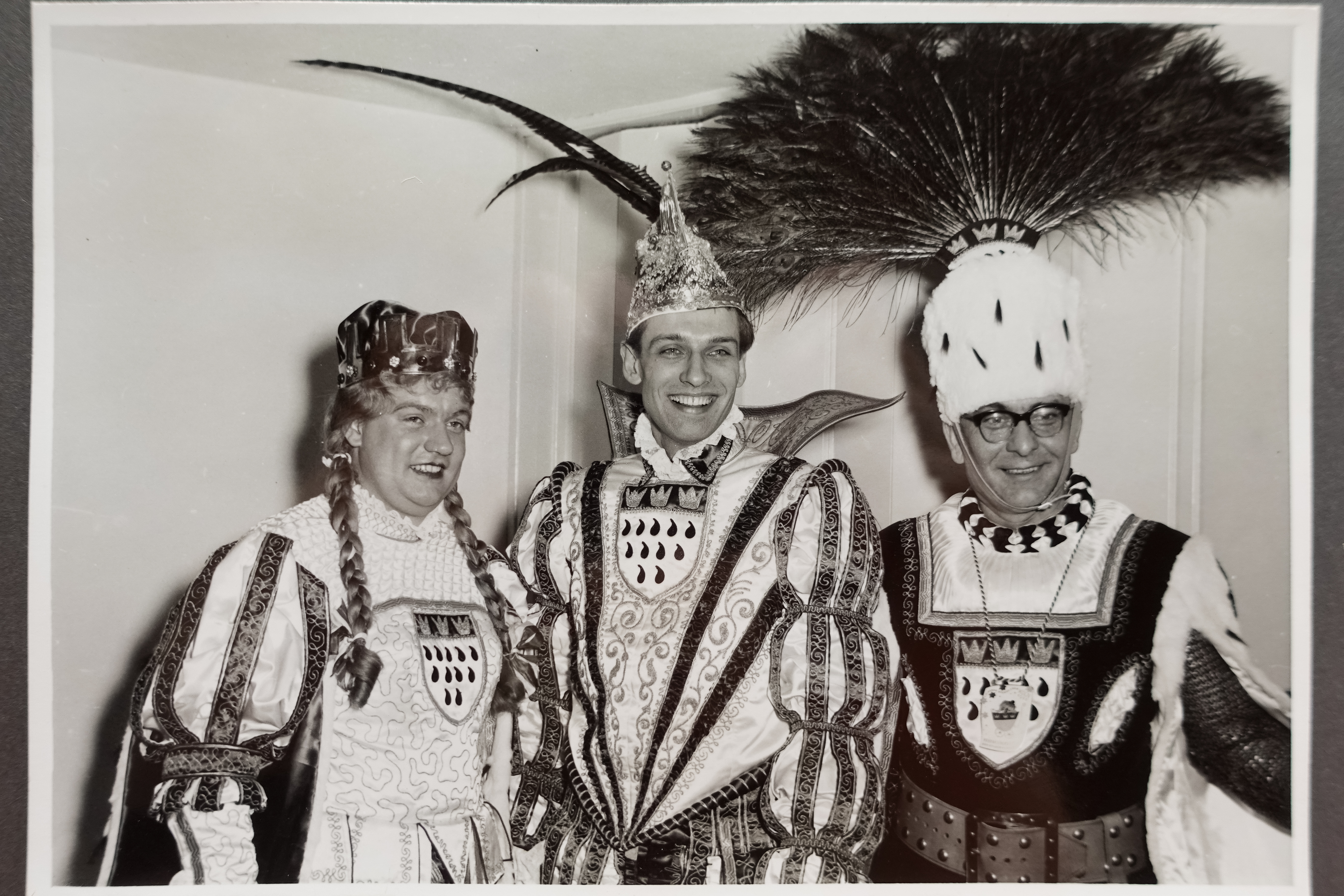
Kölner Dreigestirn der Karnevalssession 1954/55 mit Prinz Alfred Neven Du Mont, Bauer Hans Borgel und Jungfrau Günther Balve. Historisches Foto von 1955.

- Kölner Dreigestirn der Karnevalssession 1954/55 mit Prinz Alfred Neven Du Mont, Bauer Hans Borgel und Jungfrau Günther Balve. Historisches Foto von 1955.1908, 1909 und 1911: Das Reiterkorps der Prinzen-Garde Köln 1906 e. V. hat sich 1908 von der Prinzen-Garde abgespalten und nannte sich „Leibgarde des Prinzen Karneval“ und stellte in den vorgenannten Sessionen das Dreigestirn. 1912 schlossen sie sich wieder der Muttergesellschaft an.

## Darstellung der Kölner Jungfrau durch Männer
Das Kölner Dreigestirn wird traditionell von Männern dargestellt, auch die Rolle der Jungfrau. Ausnahmen waren die Jahre 1938 (Paula Zapf) und 1939 (Else Horion) als auf Grund eines Erlasses durch die NSDAP sämtliche Frauenrollen im Karneval durch Frauen darzustellen oder abzuschaffen waren. Die Frauenkostümierung, die in die Nähe der Homosexualität gestellt wurde, passte nicht ins Männerbild der Nationalsozialisten.
Nach dem Krieg wurde die Rolle aber wieder von Männern besetzt, im Gegensatz zu der des Funkenmariechens, die bis heute von Frauen übernommen wird. Im Kinderdreigestirn wird, anders als bei den Erwachsenen, die Jungfrau von einem Mädchen verkörpert (Ausnahme: 1965 und 1966, in den ersten beiden Jahren).

## Traditions-Gemeinschaft ehemaliger Prinzen, Bauern und Jungfrauen
In der 1928 gegründeten Traditions-Gemeinschaft ehemaliger Prinzen, Bauern und Jungfrauen sind die Kölner Ex-Tollitäten organisiert. Ausnahmen sind jedoch die beiden weiblichen Jungfrauen Paula Zapf und Else Horion, denen die Aufnahme verweigert wurde. Die Gemeinschaft gilt als eine Art Adelsclub, da man ihr nicht, ohne vorher im Dreigestirn aktiv gewesen zu sein, beitreten kann. Sie ist eine Ordentliche Gesellschaft im Festkomitee Kölner Karneval.

## Besetzung der Kölner Dreigestirne

### Seit 1945
| Jahr | Prinz Karneval                                   | Bauer                             | Jungfrau                                            | Gesellschaft |
| ---- | ------------------------------------------------ | --------------------------------- | --------------------------------------------------- | --- |
| 2025 | René René Klöver                                 | Michael Michael Samm              | Marlis Hendrik Ermen                                | StattGarde Colonia Ahoj                                                                                          |
| 2024 | Sascha I. Sascha Klupsch                         | Werner Werner Klupsch             | Frieda Friedrich Klupsch                            | KG Treuer Husar                                                                                                  |
| 2023 | Boris I. Boris Müller                            | Marco Marco Schneefeld            | Agrippina André Fahnenbruck                         | Rote Funken |
| 2022 | Sven I. Sven Oleff                               | Gereon Gereon Glasemacher         | Gerdemie Björn Braun                                | Altstädter Köln 1922 e. V.                                                                                       |
| 2021 | Sven I. Sven Oleff                               | Gereon Gereon Glasemacher         | Gerdemie Björn Braun                                | Altstädter Köln 1922 e. V.                                                                                       |
| 2020 | Christian II. Christian Krath                    | Frank Frank Breuer                | Griet Ralf Schumacher                               | Reiter-Korps „Jan von Werth“                                                                                     |
| 2019 | Marc I. Marc Michelske                           | Markus Markus Meyer               | Catharina Michael Everwand                          | P: KG Schlenderhaner Lumpe e. V. B: Große Allgemeine KG von 1900 Köln e. V. J: Lesegesellschaft zu Köln von 1872 |
| 2018 | Michael II. Michael Gerhold                      | Christoph Christoph Stock         | Emma Erich Ströbel                                  | Kölner Karnevalsgesellschaft Nippeser Bürgerwehr von 1903                                                        |
| 2017 | Stefan I. Stefan Jung                            | Andreas Andreas Bulich            | Stefanie Stefan Knepper                             | Kölner Narren-Zunft 1880 e. V.                                                                                   |
| 2016 | Thomas II. Thomas Elster                         | Anton Ulrich „Uli“ Anton Maslak   | Johanna Jörg Hertzner                               | Prinzen-Garde Köln 1906 e. V.                                                                                    |
| 2015 | Holger I. Holger Kirsch                          | Michael Michael Müller            | Alexandra Sascha Prinz                              | Flittarder KG von 1934 e. V.                                                                                     |
| 2014 | Björn I. Björn Griesemann                        | Michael Michael Bernecker         | Hermia Jens Hermes                                  | Blaue Funken |
| 2013 | Ralf III. Ralf Görres                            | Dirk Dirk Königs                  | Katharina Axel Busse                                | Alte Kölner KG „Schnüsse Tring“ 1901 e. V.                                                                       |
| 2012 | Marcus II. Marcus Gottschalk                     | Thorsten Thorsten Schmidt         | Olivia Oliver von Rosenberg                         | Prinzen-Garde |
| 2011 | Frank I. Frank Steffens                          | Günter Günter Flüch               | Reni Hans René Sion                                 | Bürgergarde „blau-gold“ von 1904                                                                                 |
| 2010 | Markus I. Markus Zehnpfennig                     | Hubert Hubert Hornung             | Martina Wolfgang Martin Fritsch                     | Große Braunsfelder KG von 1976 e. V.                                                                             |
| 2009 | Hans-Georg I. Hans-Georg Haumann                 | Bernd Bernd Tschirschnitz         | Johanna Hajo Jennes                                 | EhrenGarde |
| 2008 | Rainer I. Rainer Herschel                        | Harald Harald Kloiber             | Albertina Thomas A. Heinen                          | KG Sr. Tollität Luftflotte                                                                                       |
| 2007 | Jacky I. Jacky Beumling                          | Walter Walter Hüsch               | Antonia Jörg Anton Kaltwasser                       | Rote Funken |
| 2006 | Josef VII. Franz-Josef Hermann                   | Rüdiger Rüdiger Höffken           | Josi Heinz-Josef Breuer                             | Prinzen-Garde |
| 2005 | Walter II. Walter Passmann                       | Uli Ulrich Döres                  | Claudia Claus Frohn                                 | Kölnische KG 1945 e. V.                                                                                          |
| 2004 | Wolfgang I. Wolfgang Heckner                     | Peter Peter-Josef Wolf            | Berta Bernd Schröder                                | Prinzen-Garde |
| 2003 | Dietmar I. Dietmar Broicher                      | Manfred Manfred Bergfelder        | Mareike Markus Beckers                              | Kölner Karnevalsgesellschaft Nippeser Bürgerwehr von 1903                                                        |
| 2002 | Michael I. Michael Pohl                          | Norbert Norbert Hasbach           | Marika Markus Pohl                                  | KG Müllemer Junge – Alt Mülheim 1951 e. V.                                                                       |
| 2001 | Franz VIII. Franz Buchholz                       | Walter Walter Engelmann           | Hansi Hans Kölschbach                               | Altstädter Köln 1922 e. V.                                                                                       |
| 2000 | Ralf II. Ralf Günther                            | Karsten Karsten Schnöring         | Petra Peter Hansmann                                | KG Treuer Husar blau-gelb Köln 1925 e. V.                                                                        |
| 1999 | Kurt IV. Kurt Richter                            | Jürgen Hans-Jürgen Köber          | Claudia Klaus Fischer                               | KG UHU Köln-Dellbrück 1924 e. V.                                                                                 |
| 1998 | Konstantin I. Konstantin Brovot                  | Roland Roland Pilot               | Hanny Hans-Willy Fahnenbruck                        | Rote Funken |
| 1997 | Thomas I. Thomas Brauckmann                      | Werner Werner Brauckmann          | Schorschi Georg Holl                                | Kölner Narren-Zunft 1880 e. V.                                                                                   |
| 1996 | Kurt III. Kurt Görgens                           | Ewald Ewald Kappes                | Froni Fro Kuckelkorn                                | Kölner Funken-Artillerie blau-weiß 1870 e. V.                                                                    |
| 1995 | Rolf II. Rolf Lautenbach                         | Udo Udo Feldbusch                 | Theodora Theo Bischof jun.                          | Kölnische KG 1945 e. V.                                                                                          |
| 1994 | Ralf I. Ralf Cremer                              | Reinhold Reinhold Masson          | Herwiga Herwig Bartsch                              | K.G. Alt Köllen 1883 e. V.                                                                                       |
| 1993 | Wilfried I. Wilfried Junggeburth                 | Karl Karl Petry                   | Artura Artur Tybussek                               | Kölner Karnevalsgesellschaft Nippeser Bürgerwehr von 1903                                                        |
| 1992 | Arnold I. Arnold Dircks                          | Berthold Berthold Schneider       | Manfrieda Manfred Funken                            | EhrenGarde |
| 1991 | Heinz-Ludwig I. Heinz-Ludwig Busbach             | Peter Heinz-Peter Schnepf         | Dietlinde Dieter Maffei                             | KG Schäl Sick Köln-Deutz 1952 e. V.                                                                              |
| 1990 | Hans-Jürgen I. Hans-Jürgen Eschweiler            | Franz-Josef Franz-Josef Kurth     | Wally Walter Pottgieser                             | 1. kleine KG Löstige Innenstädter 1980 n.k.e. V.                                                                 |
| 1989 | Peter VII. Peter Valder                          | Franz Franz Schmitz               | Josefa Josef Beck                                   | P, J: Fidele Zunftbrüder 1919 e. V. B: EhrenGarde                                                                |
| 1988 | Claus III. Claus Dillenburger                    | Knut Knut Wörner                  | Karla Karl Gottschalk                               | Prinzen-Garde |
| 1987 | Carl V. Hans-Carl Hagemann                       | Wilfried Wilfried Wolters         | Johanna Hans-Dieter Maciejewski                     | KG Alt-Lindenthal 1967 e. V.                                                                                     |
| 1986 | Hans II. Hans Olbertz                            | Matthias Matthias Meyer           | Helmi Helmut Lengert und Hansi Hans-Dieter Salchert | Große Mülheimer KG 1903 e. V.                                                                                    |
| 1985 | Karl-Josef I. Karl-Josef Kappes                  | Reiner Reiner Töller              | Friedericke Fritz Voss                              | Reiter-Korps „Jan von Werth“                                                                                     |
| 1984 | Jupp VI. Josef Söller                            | Claus Claus Wagner                | Theodora Theo Schneefeld                            | P: Die Große KG 1823 e. V. B, J:Rote Funken                                                                      |
| 1983 | Kurt II. Kurt Ludes                              | Reinhold Reinhold Schornstein     | Hansi Hans-Dieter Salchert                          | KG Alt Köllen 1883 e. V.                                                                                         |
| 1982 | Günter I. Günter Deibert                         | Peter Hanspeter Kottmeier         | Petra Peter Harens                                  | Große Kölner KG 1882 e. V.                                                                                       |
| 1981 | Peter VI. Peter Ganser                           | Gerd Gerd Kick                    | Helmi Helmut Bends                                  | Prinzen-Garde |
| 1980 | Bert I. Bert Zorn                                | Helmut Helmut Schüller            | Wilhelmina Wilhelm Oberwalleney                     | Kölner Narren-Zunft 1880 e. V.                                                                                   |
| 1979 | Hermann-Josef I. Hermann-Josef Spicher           | Reiner Reiner Hochhausen          | Hannie Hans-Georg Ferrand                           | Blaue Funken |
| 1978 | Heinz VI. Heinz Landen                           | Hans Hans Mirbach                 | Henriette Hans Jungverdorben                        | Kölner Karnevalsgesellschaft Nippeser Bürgerwehr von 1903                                                        |
| 1977 | Paul I. Paul Petry und Claus II. Claus Kegelberg | Heinz-Werner Heinz-Werner Bonjean | Hanni Hans Kirsch                                   | EhrenGarde |
| 1976 | Hans I. Hans Lindemann                           | Hans Hans Burkhard                | Hanna Jan-Uwe Disselbeck                            | KG Mer blieve zesamme                                                                                            |
| 1975 | Edmund II. Edmund Weber                          | Kurt Kurt Groten                  | Josefa Josef Müser                                  | Reiter-Korps „Jan von Werth“                                                                                     |
| 1974 | Heiner I. Heiner Mühr                            | Wilbert Wilbert Mühr              | Johanna Hans Jungkenn                               | KG UHU Köln-Dellbrück 1924 e. V.                                                                                 |
| 1973 | Claus II. Claus Kegelberg                        | Rudolf Rudolf Paffrath            | Claudia Klaus Ulonska                               | P: EhrenGarde B, J: Altstädter                                                                                   |
| 1972 | Bernhard I. Bernhard Beckers                     | Adam Adam de Haas                 | Josi Josef Kreimer                                  | Die Große KG1823 e. V.                                                                                           |
| 1971 | Rolf I. Rolf Hochgürtel                          | Erich Erich Thonon                | Josefine Josef Feldbusch                            | Kölnische KG 1945 e. V.                                                                                          |
| 1970 | Heribert I. Heribert Hall                        | Erich Erich Zehner                | Ossi Oskar Osten                                    | Blaue Funken |
| 1969 | Gisbert I. Gisbert Brovot                        | Heinz Heinz Berg                  | Henriette Heinz-Josef Adam                          | Rote Funken |
| 1968 | Claus I. Claus Welcker                           | Horst Horst Loosen                | Johanna Hans Becker                                 | P,B: Großer Senat J: Lyskircher Junge                                                                            |
| 1967 | Jupp V. Josef Schlack                            | Hermann Hermann Töller            | Josefa Josef Stollenwerk                            | Rote Funken |
| 1966 | Hermann II. Hermann Forstbach                    | Robert Robert Haag                | Albertine Albert Bernhard                           | KG Lyskircher Junge 1930 e. V.                                                                                   |
| 1965 | Georg I. Georg Musculus                          | Theo Theo Scholl                  | Horstine Horst Lieppert                             | Kölnische KG 1945 e. V.                                                                                          |
| 1964 | Heinz V. Heinz Schmalen                          | Heinz Heinz Simokat               | Franziska-Josefin Franz-Josef Broicher              | Große Mülheimer KG 1903 e. V.                                                                                    |
| 1963 | Franz VII. Franz Pohl                            | Leo Leo Körsgen                   | Horstine Horst Fischer                              | Prinzen-Garde |
| 1962 | Alex I. Alex Schaaf                              | Ray Raymund-Oswald Becker         | Winanda Winand Lukas                                | Große KölnerKG 1882 e. V.                                                                                        |
| 1961 | Peter V. Peter Schumacher                        | Paul Paul Olpp                    | Theodora Theodor Esser und Josefa Josef Schneider   | Die Große KG 1823 e. V. 2. J: Rote Funken                                                                        |
| 1960 | Peter IV. Peter Neufert                          | Oskar Oskar Hamacher              | Josefa Josef Schneider                              | Rote Funken |
| 1959 | Ferdi III. Ferdi Leisten jun.                    | Heinz Heinz Bonjean               | Vera Werner von Meer                                | EhrenGarde |
| 1958 | Walter I. Walter Ebers                           | Hans Hans Kolb                    | Carla Carl Lehmann                                  | P: Kölnische KG B, J: Blaue Funken                                                                               |
| 1957 | Willy III. Willy Herold                          | Siegfried Siegfried Schlewing     | Bodi Bodo Glaub                                     | P: Kölner Narren-Zunft 1880 e. V. B, J: Große Kölner                                                             |
| 1956 | Winand II. Winand Müller                         | Josef Josef Casper                | Wilhelmine Wilhelm Austermann                       | Prinzen-Garde |
| 1955 | Alfred I. Alfred Neven DuMont                    | Hans Hans Borgel                  | Gundi Günther Balve                                 | P: EhrenGarde B: KG Schäl Sick J: Blaue Funken                                                                   |
| 1954 | Hubert II. Hubert Camps                          | Erasmus Erasmus Schaub            | Theodora Theo Bischof sen.                          | Kölnische KG1945 e. V.                                                                                           |
| 1953 | Heinz IV. Heinz Vogeler                          | Willy Willy Krämer                | Henriette Heinz Meindorf                            | EhrenGarde |
| 1952 | Johann Maria I. Johann Maria Wolfgang Farina     | Josef Josef Winterscheid          | Friederike Fritz Blasweiler                         | P: Große Kölner B, J: EhrenGarde                                                                                 |
| 1951 | Edmund I. Edmund Strücker                        | Klaus Klaus Bintz                 | Henriette Heinz Beyer                               | Prinzen-Garde |
| 1950 | Peter III. Peter Franzen                         | Josef Josef Zorn                  | Wilhelmine Wilhelm Nasse                            | Große Kölner KG 1882 e. V.                                                                                       |
| 1949 | Theo I. Theo Röhrig                              | Andreas Andreas Müller            | Friedel Fred Reulen                                 | P: Große Kölner B: Lyskircher Junge J: EhrenGarde                                                                |

### Von 1924 bis 1939
| Jahr                          | Prinz Karneval                | Bauer                      | Jungfrau                    | Gesellschaft |
| ----------------------------- | ----------------------------- | -------------------------- | --------------------------- | --- |
| 1941 bis 1948                 |                               |                            |                             | kein Dreigestirn wegen des Zweiten Weltkriegs und der Nachkriegszeit                                                          |
| 1940 (inoffiziell/designiert) | Peter Beu                     | Christian Massong          | Elfriede Figg               | kein offiziell eingeführtes Dreigestirn wegen des Zweiten Weltkriegs                                                          |
| 1939                          | Jupp IV. Josef Geyer          | Heinz Heinz Stollenwerk    | Else Else Horion            | P: Prinzen-Garde B, J: Große Kölner (im Sinne des NS wird die Jungfrau von einer Frau dargestellt)                            |
| 1938                          | Peter II. Peter Schupp        | Johannes Johannes Wiesbaum | Paula Paula Zapf            | P: – KG Treuer Husar von 1925 e. V. B, J: Rote Funken (im Sinne des NS wird die Jungfrau erstmals von einer Frau dargestellt) |
| 1937                          | Hermann I. Hermann Münchow    | Werner Werner Nolte        | Josefa Josef Pütz           | P: – P , B: Prinzen-Garde J: EhrenGarde                                                                                       |
| 1936                          | Fritz III. Fritz Riese        | Hermann Hermann Kemp       | Josefa Josef Trompetter     | Prinzen-Garde |
| 1935                          | Konrad I. Konrad Maaßen       | Willi Willi Unkelbach      | Arnolda Arnold Unkelbach    | P: Große Kölner P B, J: Prinzen-Garde                                                                                         |
| 1934                          | Eugen I. Eugen Boden          | Carl Carl Zimmer           | Wilhelmine Willy Füllenbach | P, B: Rote Funken J: Prinzen-Garde                                                                                            |
| 1933                          | Franz VI. Franz Robens        | Willi Willi Jansen         | Paula Paul Kops             | P: Große Kölner B: Kölner Narren-Zunft 1880 e. V. J: Rheinländer                                                              |
| 1931 bis 1932                 |                               |                            |                             | kein Dreigestirn wegen Weltwirtschaftskrise                                                                                   |
| 1930                          | Winand I. Winand Kolfenbach   | Karl Karl Münchow          | Georgina Georg Rung         | P: Große Allgemeine B:, Prinzen-Garde J: Rote Funken                                                                          |
| 1929                          | Karl IV. Karl Breidenbach     | Max Max Schleh             | Martina Martin Roettgen     | Große Kölner KG 1882 e. V. |
| 1928                          | Franz VI. Franz Robens        | Walter Walter Rüsche       | Josefa Josef Maier          | Große Kölner KG 1882 e. V. |
| 1927                          | Ferdi II. Ferdi Leisten sen.  | August August Waimann      | Hansi Hans Holz             | P, B: Große Kölner J: Blaue Funken                                                                                            |
| 1926                          | Adalbert I. Adalbert Oster    | Philipp Philipp Herold     | Petra Peter Heydenreich     | Große Kölner KG 1882 e. V. |
| 1925                          | Kurt I. Kurt Töppel           | Carl Carl Otte             | Petra Peter Höchstenbach    | P: Prinzen-Garde B: Rote Funken J: Blaue Funken                                                                               |
| 1924                          | Christian I. Christian Wirges | ?                          | Wilhelmina Wilhelm Dohmen   | Prinzen-Garde |

### Von 1823 bis 1914
| Jahr          | Prinz Karneval                                  | Bauer                                                                        | Jungfrau | Gesellschaft/Anmerkungen |
| ------------- | ----------------------------------------------- | ---------------------------------------------------------------------------- | --- | --- |
| 1915 bis 1923 |                                                 |                                                                              | | kein Dreigestirn wegen Ersten Weltkrieg und Nachkriegszeit |
| 1914          | Fritz II. Fritz Hermann                         | Theodor Theodor Preuß                                                        | ? Engelbert Klein | P: Große Kölner B, J: EhrenGarde |
| 1913          | Franz V. Franz Oberliesen                       | Christian Christian Esse                                                     | Carla Carl Horatz | P: Prinzen-Garde B, J: EhrenGarde |
| 1912          | Heinrich VII. Heinrich Hünnes                   | Christian Christian Krutwig                                                  | Josefa Josef Schäfer | P, J: Große KG B: Blaue Funken |
| 1911          | Emil I. Emil Grewe                              | Willy Willy Hünnes                                                           | Huberta Hubert Möst | Prinzen-Garde (Leibgarde des Prinzen Karneval) |
| 1910          | Jacob III. Jacob Schoß                          | Otto Otto Meyer                                                              | Josefa Josef Pleiß | P: Blaue Funken B, J: KKC für Wassersport |
| 1909          | Jupp III. Josef Bönsch                          | Kurt Kurt Bruck                                                              | Paula Paul Bruck | Prinzen-Garde (Leibgarde des Prinzen Karneval) |
| 1908          | Felix I. Felix Chorus                           | Heinrich Heinrich Thorbeck                                                   | Josefa Josef Bönsch | Prinzen-Garde (Leibgarde des Prinzen Karneval) |
| 1907          | Heinrich VI. Heinrich Schlimbach                | Peter Peter Thelen                                                           | ? Jean Wirtz | Die Große KG 1823 e. V. |
| 1906          | Willy II. Wilhelm Welsch                        | Gustav Gustav Nolting                                                        | Emilia Emil Mewes | Prinzen-Garde |
| 1905          | Ernst I. Ernst Hunzinger                        | Franz Franz Ulonska                                                          | Carla Carl Düren | P, B: Große Kölner J: Kölner Männer-Gesang-Verein |
| 1904          | Karl III. Karl Zilkens                          | Erasmus Erasmus Pott                                                         | Hansi Hans Coelsch | Die Große KG 1823 e. V. |
| 1903          | Ferdi I. Ferdinand Kraus                        | Wilhelm Wilhelm Peters                                                       | Friedericke Fritz Tholfuß | Große Kölner KG 1882 e. V. |
| 1902          | Franz IV. Franz Depenheuer                      | Hermann Hermann Faßbinder                                                    | Petra Peter Cader | P: Große KG B: Rote Funken B: Bürgergesellschaft |
| 1901          | Rudolf I. Rudolf Scholz jun.                    | Wilhelm Wilhelm Kränkel                                                      | ? Edmund Steinbach | P: Große KG B, J: ? |
| 1900          | Jupp II. Josef Winter                           | Franz Franz Reimbold                                                         | Theodora Theodor Klein | ? |
| 1899          | Karl ? Karl Oster                               | Ernst Ernst Reimbold                                                         | ? Christoph Gehly | ? |
| 1898          | Ludwig Ludwig Ebeler                            | Wilhelm Wilhelm Heyer                                                        | ? Dr. R. Patton | Vereinigte Dienstagsball-Gesellschaften |
| 1897          | Gerhard ? Gerhard Becker                        | Richard Richard Meyer                                                        | ? Leo Zeyen | P: Rote Funken B, J: Kölner Narren-Zunft 1880 e. V. |
| 1896          | Robert Robert Creutz                            | August August Porzelt                                                        | ? Ludwig Sester | P, B: Grosse KG von 1823 J: Bürgergesellschaft Köln von 1886 |
| 1895          | Heinrich Heinrich Kayser                        | Peter Peter Prior                                                            | ? Julius Metz (Bruder von Prinz 1872) | P: Große Kölner KG B, J: Die Große KG 1823 e. V. B/J |
| 1894          | Josef Josef Wingender                           | Adolf Adolf Weisweiler                                                       | ? Josef Nierhoff | P: KG Carnevalistischer Reichstag B, J:Die Große KG 1823 e. V. |
| 1893          | Karl Karl Strengnart                            | Johann Johann Degen                                                          | ? Edwin Crones | P: Blaue Funken B, J: Grosse KG von 1823 |
| 1892          | Jean Jean Schmitz                               | Mathieu Mathieu Aldendorf (Prinz 1889)                                       | ? Jacob Friedrichs (Prinz 1891) | P: Große Kölner KG P B, J: Die Große KG 1823 e. V. e. V. |
| 1891          | Jacob Jacob Friedrichs                          | Jacob Jacob Geub                                                             | ? Paul Hoppe | P: Grosse KG von 1823 B, J: Kölner Narren-Zunft 1880 e. V. |
| 1890          | Jean Jean Ewald                                 | Hermann Hermann Faßbinder                                                    | ? Adolf Cader | P: Große Kölner KG B: Rote Funken J: Bürgergesellschaft Köln von 1863 |
| 1889          | Mathieu Mathieu Aldendorff                      | Carl Carl Wagner (Bauer 1881)                                                | ? Fritz Reuther | Die Große KG 1823 e. V. |
| 1888          | Franz Franz Depenheuer                          | Herr Durst jr.                                                               | ? Herr Rott | Die Große KG 1823 e. V. |
| 1887          | Werner Werner Gartzen                           | Matthias Matthias Haas                                                       | ? Johann Heukeshoven | Blaue Funken |
| 1886          | Ludwig Ludwig Deichmann                         | Karl Karl Giebmans                                                           | ? Josef Klaus | P: Blaue Funken B, J: Kölner Narren-Zunft 1880 e. V. |
| 1885          | Heinrich Heinrich Kaufmann                      | unbekannt                                                                    | unbekannt | Die Große KG 1823 e. V. |
| 1884          | Karl Karl Kracht                                | Fritz Fritz Saurenhaus                                                       | ? Robert Schaeben | Die Große KG 1823 e. V. |
| 1883          | Heinrich Heinrich Brunhuber                     | Josef Josef Geuer                                                            | ? Jean Frankle | Die Große KG 1823 e. V. |
| 1882          | Josef Josef Trimborn                            | Josef Josef Vieten                                                           | ? Friedrich Josef Brodt | P: Bürgergesellschaft Köln von 1863 B: Die Große KG 1823 e. V. B |
| 1881          | Albert Albert Mertés                            | Carl Carl Wagner                                                             | ? Herr Junkermann | Die Große KG 1823 e. V. |
| 1880          | Heinrich Heinrich Hollmann                      | Johann Johann Kirsch                                                         | unbekannt | Die Große KG 1823 e. V. |
| 1879          | Franz Franz von Geisten                         | unbekannt                                                                    | ? Gisbert Erkens | Die Große KG 1823 e. V. |
| 1878          | Louis Louis Steinert                            | unbekannt                                                                    | ? Diedrich Hönig | Die Große KG 1823 e. V. |
| 1877          | Laurenz Laurenz Blatzbecker                     | unbekannt                                                                    | unbekannt | Rote Funken |
| 1876          | Ferdinand Ferdinand Hellmers                    | Heinrich Heinrich Fuchs                                                      | ? Ludwig Koerfer | P: KG Eureka B: Die Große KG 1823 e. V. |
| 1875          | Fritz Fritz Hönig                               | Fritz Fritz Böhle                                                            | Jakob Dreesen | P: KG Eureka B, J: Die Große KG 1823 e. V. |
| 1874          | Anton Anton Leinen                              | unbekannt                                                                    | unbekannt | Die Große KG 1823 e. V. |
| 1873          | Andreas Andreas Henecken (Bruder von Held 1869) | unbekannt                                                                    | unbekannt | Die Große KG 1823 e. V. |
| 1872          | August August Metz                              | unbekannt                                                                    | unbekannt | Die Große KG 1823 e. V. |
| 1871          |                                                 |                                                                              | | wegen des Krieges mit Frankreich fiel der Zug aus |
| 1870          | Julius Julius Thomas                            | unbekannt                                                                    | unbekannt | Die Große KG 1823 e. V. |
| 1869          | Heinrich Heinrich Hennekens                     | unbekannt                                                                    | – | Die Große KG 1823 e. V. |
| 1868          | Peter Peter Stollwerck                          | Heinrich Stollwerck                                                          | – | Die Große KG 1823 e. V. |
| 1867          | Jacob Jacob Aleff                               | unbekannt                                                                    | unbekannt | Die Große KG 1823 e. V. |
| 1866          | Albert Albert Stöckel                           | unbekannt                                                                    | unbekannt | Die Große KG 1823 e. V. Als Prinz war Gustav Boisserée vorgesehen. Er erkrankte jedoch zwei Tage vor Karneval. Es konnte schnell Ersatz gefunden werden.                                                                                                |
| 1865          | Jean Jean Klein                                 | unbekannt                                                                    | unbekannt | Die Große KG 1823 e. V. |
| 1864          | Johann Josef Johann Josef Fischer               |                                                                              | | Die Große KG 1823 e. V. |
| 1863          | Ludwig Ludwig Ebeler sen.                       | unbekannt                                                                    | Anton Leinen | P, J: Die Große KG 1823 e. V. |
| 1862          |                                                 |                                                                              | | |
| 1861          |                                                 |                                                                              | | Wegen Landestrauer um König Friedrich Wilhelm IV. fiel der Zug aus. |
| 1860          |                                                 |                                                                              | | |
| 1859          |                                                 |                                                                              | | |
| 1858          | Eduard Eduard von Oppenheim                     | unbekannt                                                                    | unbekannt | Die Große KG 1823 e. V. |
| 1857          |                                                 |                                                                              | | Der Zug fiel aus. |
| 1856          |                                                 |                                                                              | | Der Zug fiel aus. |
| 1855          |                                                 |                                                                              | | |
| 1854          |                                                 |                                                                              | | |
| 1853          |                                                 |                                                                              | | Es ging wieder ein Zug, aber es fehlte die Organisation. Vermutlich war es wie 1852 nur eine Kappenfahrt allerdings ohne Motto. |
| 1852          |                                                 |                                                                              | | Der Rosenmontagszug war immer noch verboten. Es fand aber eine Kappenfahrt statt. |
| 1851          |                                                 |                                                                              | | Der Karneval fiel aus, da die Polizei befürchtete, im Karneval könnten sich staatsgefährdende Elemente verbergen. |
| 1850          |                                                 |                                                                              | | |
| 1849          |                                                 |                                                                              | | |
| 1848          |                                                 |                                                                              | | |
| 1847          |                                                 |                                                                              | | |
| 1846          |                                                 |                                                                              | | |
| 1845          |                                                 |                                                                              | | |
| 1844          |                                                 |                                                                              | | |
| 1843          |                                                 |                                                                              | | |
| 1842          |                                                 |                                                                              | | Der Zug fiel wegen Uneinigkeit im Comité aus. |
| 1841          |                                                 |                                                                              | | |
| 1840          |                                                 |                                                                              | | |
| 1839          |                                                 |                                                                              | | |
| 1838          |                                                 |                                                                              | | |
| 1837          |                                                 |                                                                              | | |
| 1836          |                                                 |                                                                              | | |
| 1835          |                                                 |                                                                              | | |
| 1834          |                                                 |                                                                              | | Plötzlich tritt der Held wieder in Erscheinung. Von ihm wird berichtet, er habe sich um die Streitigkeiten im Comité gekümmert und dem Karneval wieder zu Ansehen verholfen. In den folgenden Jahren nehmen auch Bauer und Jungfrau wieder am Zug teil. |
| 1833          |                                                 |                                                                              | | Eigentlich wollte man das zehnjährige Jubiläum feiern, aber durch Uneinigkeit im Comité kam kein einheitlicher Zug zustande. So zogen am Rosenmontag verschiedene kleine Züge durch die Stadt.                                                          |
| 1832          |                                                 |                                                                              | | |
| 1831          |                                                 |                                                                              | | Aus dem vornehmen Helden Carneval wurde der derbe Hanswurst. Von ihm gibt es keine Namen und auch keine Hinweise darauf, ob er von einer Person mehrere Jahre dargestellt wurde.                                                                        |
| 1830          |                                                 |                                                                              | | Der Karneval fiel aus, da der Einfluss der Regierung auf den Karneval immer stärker wurde. Lieder und Reden wurden überwacht und auch die Karnevalszeitung wurde zensiert. Daraufhin resignierten die Organisatoren.                                    |
| 1829          | Held Carneval Emanuel Ciolina Zanoli            |                                                                              | | |
| 1828          | Held Carneval Emanuel Ciolina Zanoli            |                                                                              | | |
| 1827          | Held Carneval Emanuel Ciolina Zanoli            |                                                                              | | |
| 1826          | Held Carneval Emanuel Ciolina Zanoli            |                                                                              | | Held Carneval nimmt wieder mit der Venetia am Zug teil. Bauer und Jungfrau sind nicht im Zug dabei. |
| 1825          |                                                 | Bauer nimmt erstmals am Zug teil, ist auch unabhängig von Prinz und Jungfrau | Jungfrau nahm am Zug teil. Namen sind aus den ersten Jahren nicht übermittelt.                                                                        | Der Held trat nicht in Erscheinung. Der Bevölkerung sagte man, er besuche die Prinzessin Venetia in Italien. |
| 1824          |                                                 |                                                                              | Venetia Simon Oppenheim, Bankier Er stellte die Venetia mehrere Jahre nacheinander dar. Sie nimmt erstmals am Zug teil, jedoch unabhängig vom Helden. | In den Anfangsjahren stand dem Helden Carneval stets die Prinzessin Venetia zur Seite. Sie begleitet den Helden, wenn auch in den letzten Jahren unregelmäßig, bis zur Jahrhundertwende.                                                                |
| 1823          | Held Carneval Emanuel Ciolina Zanoli            |                                                                              | | Casino Gesellschaft: Der romantische Karneval. Aus den ersten Jahren nach der Reform des Kölner Karnevals sind uns kaum Namen überliefert, da immer die Figur und nicht der Mensch dahinter im Mittelpunkt stand.                                       |

## Kölner Kinder-Dreigestirne – Besetzung

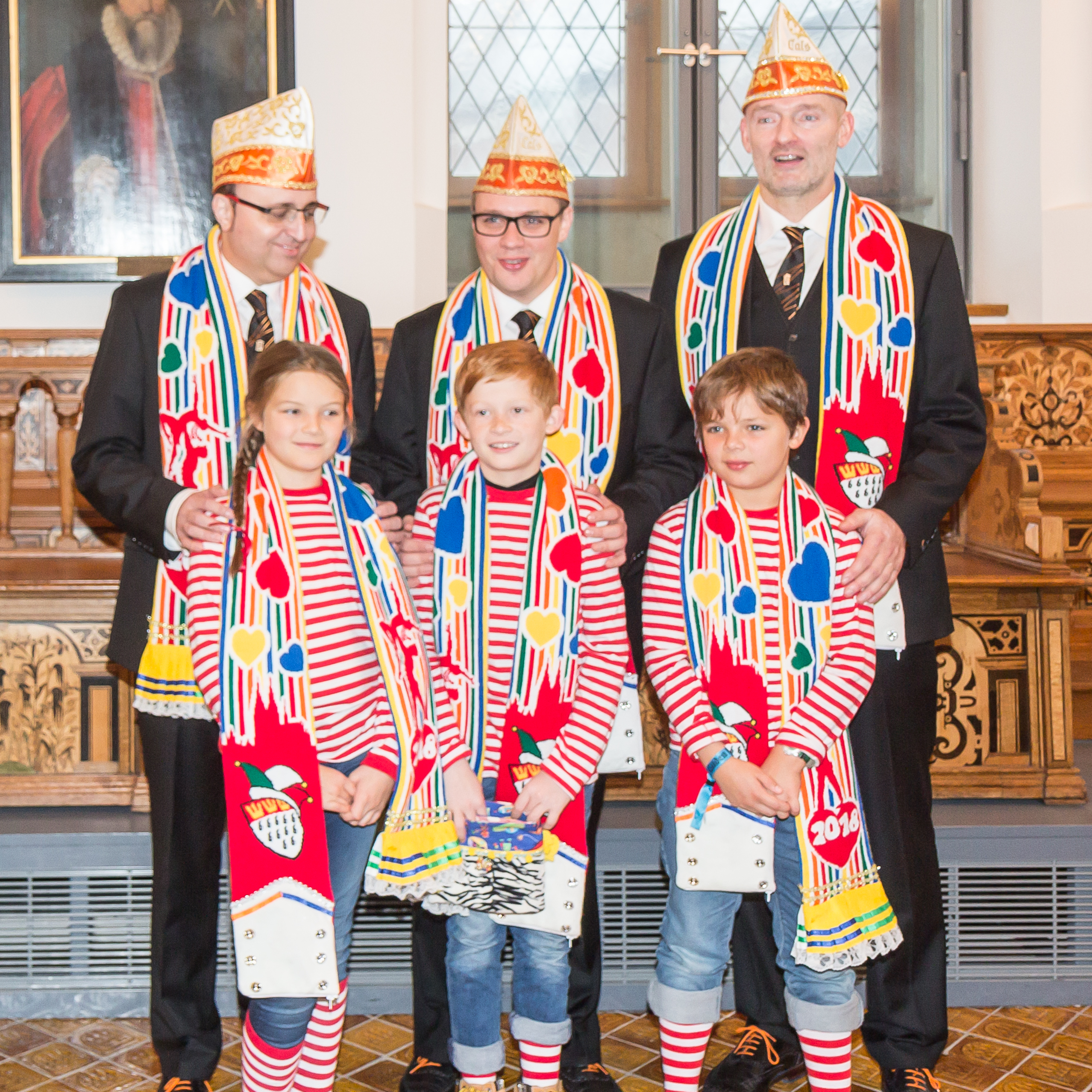
Das Kinderdreigestirn der Session 2017/18 zusammen mit dem Kölner Dreigestirn

| Jahr | Prinz                  | Bauer                     | Jungfrau                  | Bemerkungen                                                                                              |
| ---- | ---------------------- | ------------------------- | ------------------------- | --- |
| 2025 | Ole Schlönbach         | Anton Kewitz              | Philippa Eggerath         | |
| 2024 | Julius Kürten          | Severin Rombach           | Benedikta von Stülpnagel  | Severin Rombach ist der erste gehörlose Kölner Kinderbauer, er kann aber durch Cochlea-Implantate hören. |
| 2023 | Tim Woitecki           | Matheo Kirch              | Marlene Kewitz            | |
| 2022 | Felix Diederichs       | Robin Valentin Fischenich | Helena Baum               | |
| 2021 | Hanno Bilzer           | Leopold Enderer           | Catharina Laschet         | |
| 2020 | Vincent Rödding        | Emil Theodor Wersig       | Darleen Sophie Pelz       | |
| 2019 | Linus Bayartz          | Adrian Franke             | Philippa Holtmann         | |
| 2018 | Balthazar Zeibig       | Kai Faßbender             | Marie Kirsch              | |
| 2017 | Conrad Laschet         | Jonas Laurenz Bayartz     | Clara Marie Kott          | |
| 2016 | Luis Flock             | Jannis Kölschbach         | Fenja Zitzelsberger       | |
| 2015 | Julian Schwamborn      | Jakob Rehfus              | Victoria Sion             | |
| 2014 | Leon Auweiler          | Vincent Wehler            | Lara Schmitz              | |
| 2013 | Moritz Flock           | Lucas Rehfus              | Caroline Broicher         | |
| 2012 | Peter Josef Wolf       | David Börner              | Sophie Haumann            | |
| 2011 | Jules-Matthieu Lehmann | Max Schulz                | Helena Landsberg          | |
| 2010 | Yannik Gran            | Maik Weckwerth            | Julia Schulz              | |
| 2009 | Philippe Krey          | Florian Zillken           | Tabitha Brovot            | |
| 2008 | Benjamin Ritterbach    | Quentin Kürten            | Marla Kürten              | |
| 2007 | Yannick Rodenkirch     | Oscar Linnenberg          | Isabelle Frankel          | |
| 2006 | Dominik Wallpott       | Benedikt Schuth           | Charlott-Marie Lehmann    | |
| 2005 | Tim Valerien           | Clemens Wehöer            | Viktoria Adenauer         | |
| 2004 | Fabian Dominik Wilczek | Marvin Pfeil              | Anne Zorn                 | |
| 2003 | Christopher Wallpott   | Marc Britt                | Maike Rodenkirch          | |
| 2002 | Christopher Conin      | Justus Melles             | Anne Brauckmann           | |
| 2001 | Dustin Fuchs           | Michael Eschweiler        | Ramona Kürten             | |
| 2000 | Daniel Philipp         | Daniel Koch               | Juliane Wüst              | |
| 1999 | Alexander Franken      | Hendrik Schneller         | Nina Remagen              | |
| 1998 | Tobias Dircks          | Sebastian Flüch           | Nathalie Görgens          | |
| 1997 | Stephan Schwarz        | Florian Huber             | Barbara Kramer            | |
| 1996 | Michael Gerhold        | Alexander Bodenburg       | Denise Schönenkorb        | |
| 1995 | Manuel Volberg         | Andreas Schnepf           | Kathrin Herzgen           | |
| 1994 | Joson Kizhakkethottam  | Benjamin Schneider        | Svenja Hinkel             | |
| 1993 | Sebastian Felser       | Dominik Schmelter         | Sonja Moritz              | |
| 1992 | Benedikt Conin         | Guido Kautz               | Verena Scherer            | |
| 1991 | Peter Keller           | Bastian Krieg             | Jessica Remmert           | |
| 1990 | Frank Willi Ferling    | Markus Dumm               | Verena Barthel            | |
| 1989 | Michael Habermann      | Christian Peter Stock     | Isabelle Wallpott         | |
| 1988 | Marc Basseng           | Mirko Müller              | Christine Conin           | |
| 1987 | Michél Palm            | Thomas Vogel              | Karin Stephan             | |
| 1986 | Alexander Franke       | Oliver Kappes             | Claudia Schuster          | |
| 1985 | Andreas Gebhard        | Dirk Rottländer           | Nadine Lenzen             | |
| 1984 | Marco Schneefeld       | Michael Bosbach           | Sabine Hein               | |
| 1983 | Marc Mirgel            | Alexander Odenthal        | Xenia Stach von Goltzheim | |
| 1982 | Marco Müller           | Michael Böhmer            | Sabine Steudter           | |
| 1981 | Michael Peters         | Michael Roßbach           | Andrea Schnarr            | |
| 1980 | Werner Jakobs          | Jörg Eirund               | Dagmar Morant             | |
| 1979 | Peter Waltner          | Michael Schönewald        | Isabelle Assenmacher      | |
| 1978 | Stefan Göbbels         | Torsten Rebbe             | Marion Schaaf             | |
| 1977 | Hans-Georg Haumann     | Erick Bock                | Gabi Dirkes               | |
| 1976 | Markus Wallpott        | Stephan Ziegler           | Anja Spiegel              | |
| 1975 | Bernd Flegel           | Paul-Georg Fickus         | Petra Lompa               | |
| 1974 | Jürgen Schmitz         | Uwe Wagner                | Alexandra Ulonska         | |
| 1973 | Uwe Gernert            | Jürgen Bornemann          | Gabriele Joesten          | |
| 1972 | Harald Schwarz         | Hans-Peter Krüger         | Ingrid Braun              | |
| 1971 | Odo Lorenz             | Wolfgang Schwarz          | Helene Kamerschroer       | |
| 1970 | Dieter Schüller        | Georg Meyer               | Helene Kamerschroer       | |
| 1969 | Robert Wittkamp        | Klaus Groten              | Karin Mais                | |
| 1968 | Dietmar Broicher       | Michael Rätz              | Marita Sleuven            | |
| 1967 | Friedrich Stegemann    | Josef Wolfshohl           | Monika Klein              | |
| 1966 | Winfried Grass         | Willi Lonsdorfer          | Timon Duhme               | In den Jahren 1965 und 1966 wurde die Jungfrau durch einen Jungen verkörpert.                            |
| 1965 | Dieter-Michael Wilczek | Heinz-Theo Thiebes        | Peter Jungen              | In den Jahren 1965 und 1966 wurde die Jungfrau durch einen Jungen verkörpert.                            |